# Жердівка
Жердівка — місто в Росії, міське поселення у складі Жердівського району Тамбовської області, його адміністративний центр. Утворене в 1954 у з пристанційного селища, селища при цукровому заводі (побудований в 1937) і села Чібізівка. Населення (за підсумками Всеросійського перепису населення 2010 року) — 15 211 осіб.

## Географія
Місто розташоване на межі з Воронезькою областю, на річці Савала (притока Хопера, басейн Дона), за 128 км від Тамбова.
Поблизу міста розташований військовий аеродром Жердівка, там знаходилась навчальна база Борисоглібського ВВАУЛ.

## Персоналії
- Воронін В'ячеслав Анатолійович (1934—2016) — український актор.